# Гольцгайм (Донау-Ріс)
Гольцгайм (нім. Holzheim) — громада в Німеччині, знаходиться в землі Баварія. Підпорядковується адміністративному округу Швабія. Входить до складу району Донау-Ріс. Складова частина об'єднання громад Райн.
Площа — 19,62 км2. Населення становить 1155 ос. (станом на 31 грудня 2020).